# 이용우 (1974년)
이용우(李庸宇, 1974년 7월 16일~)는 대한민국의 변호사, 정치인이다. 제22대 국회의원이다.
2017년, 직장갑질119를 창립했다. 2024년 2월, 더불어민주당에 인재영입 형태로 입당했다. 제22대 국회의원 선거를 앞두고 인천 서구 을 선거구에 전략공천되었다. 본 선거에서 56.53%의 득표율을 기록하면서 당선되었다.

## 학력
- 용진초등학교 졸업
- 용진중학교 졸업
- 완산고등학교 졸업
- 서울대학교 사범대학 수학교육 학사
- 인하대학교 법학전문대학원 법학 전문석사

## 경력
- 한국비정규직노동센터.자원활동가
- 자동차 생산공장 사내하청 비정규직 노동자
- 근로복지공단 서울남부업무상질병판정위원회 비상임위원
- 노조법 2·3조 개정 운동본부 공동집행위원장
- 교육부 시민감사관
- 국가인권위원회 현장인권상담위원
- 중대재해기업처벌법 제정 운동본부/중대재해전문가넷 활동
- 대법원, 서울남부지방법원, 서울동부지방법원 국선변호인
- 법무법인 창조 구성원변호사
- 인천지방노동위원회 공익위원
- 직장갑질119 창립멤버·법률스태프
- 2024년 4월~: 더불어민주당 인천광역시당 서구 을 지역위원회 위원장
- 2024년 4월~2025년 8월: 더불어민주당 공동법률위원장
- 2024년 4월 10일: 대한민국 제22대 국회의원 선거 당선(인천 서구 을, 더불어민주당, 초선)[1]
- 2025년 6월~2025년 8월: 국정기획위원회 사회1분과 위원

### 의정 활동
- 2024년 5월 30일~: 제22대 국회의원(인천 서구 을, 더불어민주당, 초선)
  - 2024년 6월~: 제22대 국회 전반기 환경노동위원회 위원

## 역대 선거 결과
| 실시년도 | 선거   | 대수 | 직책     | 선거구       | 정당         | 득표수   | 득표율          | 순위 | 당락 | 비고 |
| -------- | ------ | ---- | -------- | ------------ | ------------ | -------- | --------------- | ---- | ---- | ---- |
| 2024년   | 총선   | 22대 | 국회의원 | 인천 서구 을 | 더불어민주당 | 60,423표 | \| \| 56.53% \| | 1위  |      | 초선 |
|          | 56.53% |      |          |              |              |          |                 |      |      |      |

## 소속 정당
| 소속 정당 | 소속 정당    | 소속 기간 | 비고      |
| --------- | ------------ | --------- | --------- |
|           | 더불어민주당 | 2024~현재 | 정계 입문 |

## 같이 보기
- 서구 을 (인천)
- 인천 서구의 국회의원